# Đảo Moneron

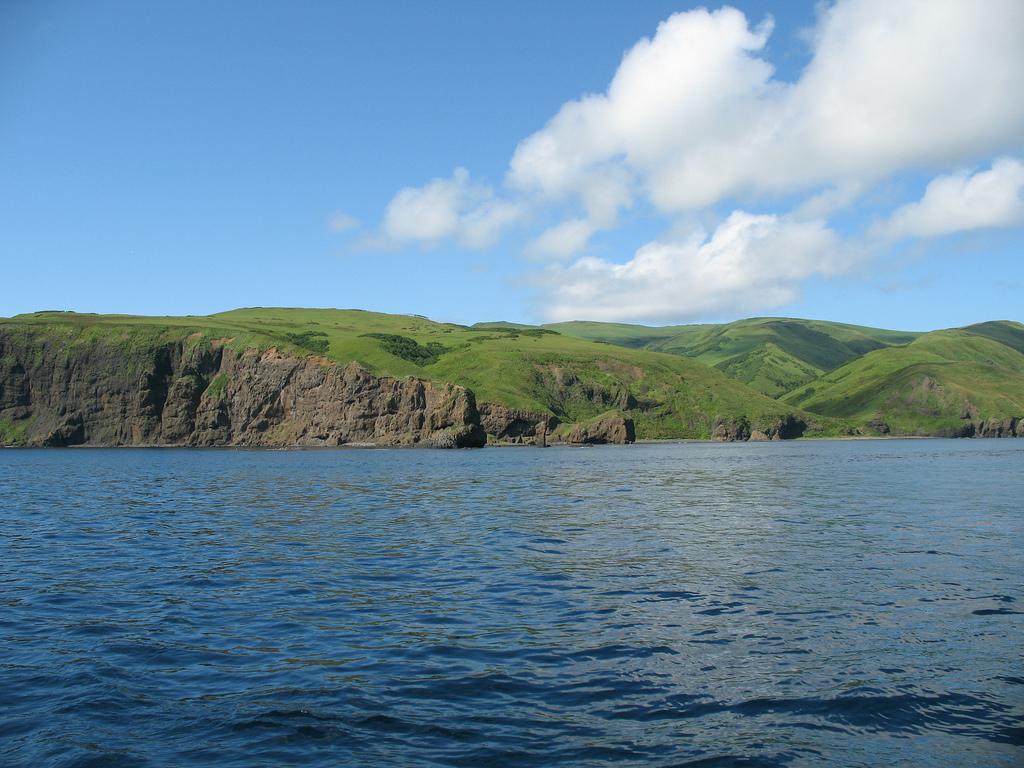
Đảo Moneron

Đảo Moneron (tiếng Nga: Монерон, tiếng Nhật: 海馬島 Kaibato, Hải Mã Đảo, hoặc tiếng Nhật: トド島 Todojima, tiếng Ainu: Todomoshiri) là một hòn đảo nhỏ ngoài khơi của đảo Sakhalin. Đảo này hiện thuộc chủ quyền của Nga.

## Mô tả

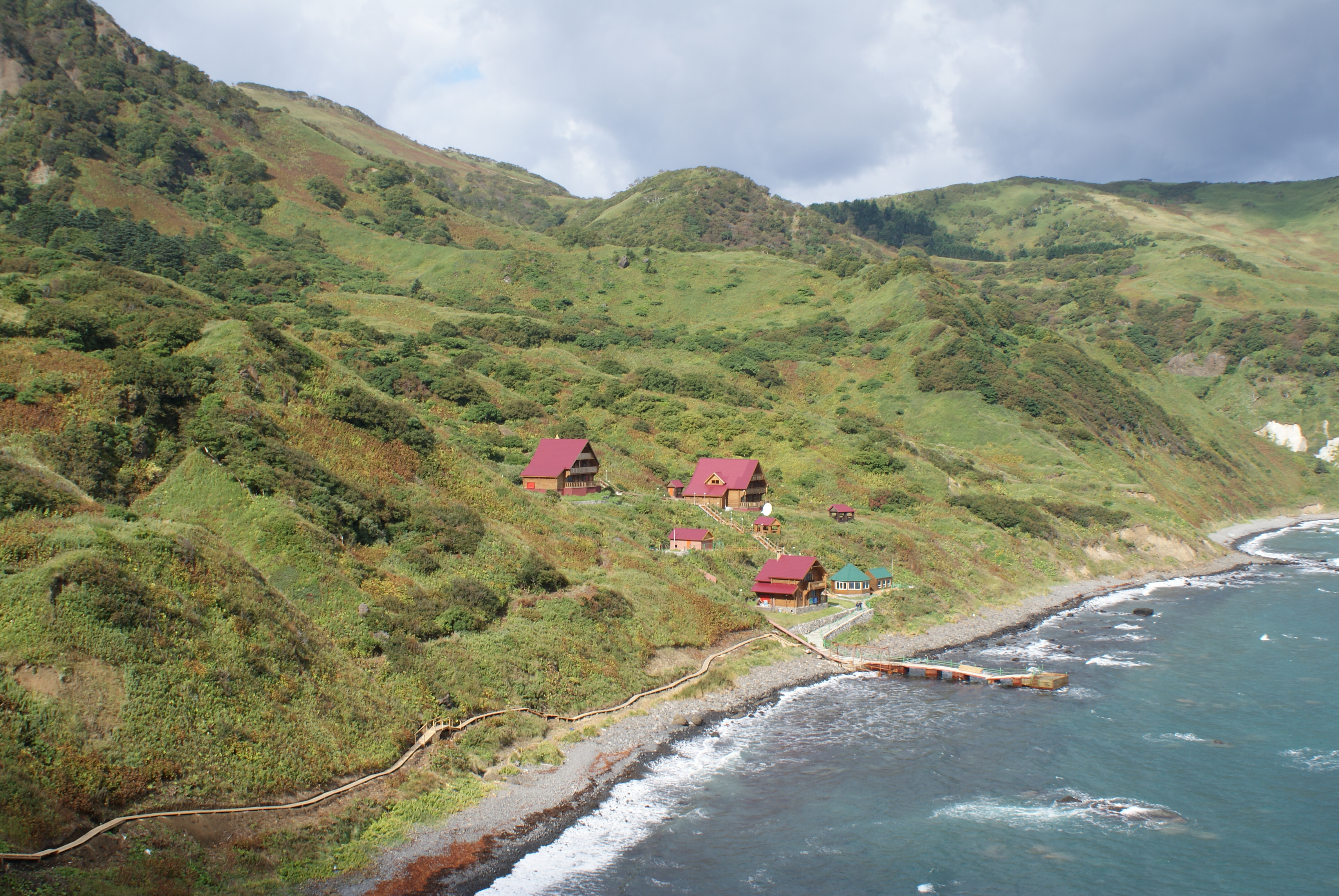
Các cơ sở du lịch tại đảo Moneron

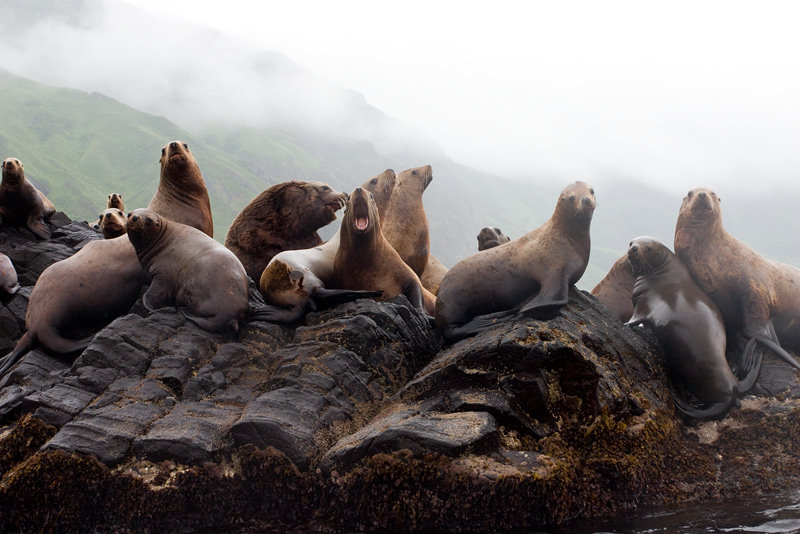
Sư tử biển trên đảo Moneron

Moneron có diện tích khoảng 30 kilômét vuông (12 dặm vuông Anh) với điểm cao nhất có độ cao 429 mét (1.407 ft).  Đảo dài xấp xỉ 7,2 km (4,5 mi) (theo trục Bắc-Nam) và rộng 5,5 km (3,4 mi), nằm cách cảng Nevelsk của Sakhalin 41 hải lý (76 km) và cách điểm gần nhất của đảo Sakhalin 30 hải lý (56 km) về phía tây nam và nằm ở cực tây bắc của biển Nhật Bản. Đây là mảnh đất duy nhất nằm giữa eo biển Tatar. Không có dân cư thường trú trên đảo.

## Lịch sử
Hòn đảo được người Ainu bản xứ gọi là Todomoshiri ("đảo của sư tử biển"). Từ thế kỷ 18, nó thuộc daimyō của gia tộc Matsumae và được gọi là Ishiyokotan; hòn đảo có tên châu Âu hiện tại từ chuyến thăm của nhà thám hiểm người Pháp La Perouse, ông đã đặt tên hòn đảo theo kỹ sư trưởng chuyến thám hiểm của mình là Paul Mérault Monneron.
Paul Moneron được giao nhiệm vụ lập bản đồ cho hòn đảo mang tên ông. Sau đó bản đồ xác thực đầu tiên của đảo Moneron được tạo ra vào năm 1867 bởi các nhà thủy văn người Nga, những người đã đưa nó vào bản đồ của Đế quốc Nga. Cuộc thám hiểm được dẫn đầu bởi một người tên K. Staritsky, điểm cao nhất của hòn đảo được đặt tên theo ông.
Đến năm 1907, người Nhật đặt tên cho nó là Kaibato (海馬島), trong đó Kai-ba là phiên âm on-yomi của tên Ainu. Đảo còn được gọi là "Todojima" (トド島), todo là phiên âm trực tiếp của "sư tử biển" trong tiếng Ainu, còn hậu tố jima/shima (島) có nghĩa là đảo trong tiếng Nhật kun-yomi truyền thống. Đảo Moneron rất gần Nhật Bản, vào ngày trời quang đãng, từ đảo Moneron có thể nhìn thấy đảo Rishiri của Nhật Bản.

### Chuyến bay KAL 007
Vào ngày 1 tháng 9 năm 1983, một chiếc máy bay của Korean Air Lines với 269 hành khách và phi hành đoàn đã bay xoắn ốc xung quanh đảo Moneron hai lần trước khi lao xuống biển Nhật Bản ngoài khơi của hòn đảo trong giai đoạn cuối cùng của quá trình hạ cánh có kiểm soát kéo dài 12 phút sau khi bị một chiếc Sukhoi Su-15 phóng một tên lửa không đối vào nó, vì đi lạc vào vùng không phận bị hạn chế của Liên Xô. Vị trí chính xác của nó và khoảng cách cuối cùng với hòn đảo còn đang gây tranh cãi.

## Động thực vật
Hòn đảo là nơi nổi tiếng với các loài chim quý và bãi lặn đẹp. Được bao quanh bởi những vách đá dựng đứng và các đảo đá, nơi đây là nơi trú ẩn của các loài chim biển. Dòng hải lưu ấm Kuroshio mang đến sự phong phú sinh vật biển cho vùng biển xung quanh đảo và nhiều loài thường được tìm thấy ở xa hơn nhiều về phía nam.
Năm 2006, cơ sở hạ tầng trên đảo đã được xây dựng để đón du khách tới đảo. Những hạ tầng này được vận hành bởi Công viên Quốc gia Moneron, đây là công viên quốc gia hải dương đầu tiên ở Nga.